# Lasioglossum hirtulinum
Lasioglossum hirtulinum är en biart som först beskrevs av Cockerell 1939.  Lasioglossum hirtulinum ingår i släktet smalbin, och familjen vägbin. Inga underarter finns listade i Catalogue of Life.